# Лопес-Алегриа, Майкл
Майкл Эла́дио Ло́пес-Алегри́а (англ. Michael Eladio López-Alegría; род. 30 мая 1958, Мадрид) — американский астронавт-исследователь НАСА. Совершил 6 космических полётов общей продолжительностью 296 суток 16 часов 16 минут. Участвовал в десяти выходах в открытый космос (общей продолжительностью 67 часов 40 минута).
8 апреля 2022 года отправился как командир экипажа SpaceX AX-1 на МКС в рамках туристического тура, организованного фирмой Axiom Space.
На данный момент Майкл Лопес-Алегриа является рекордсменом по пребыванию в космосе среди американских астронавтов. Во время 14-й долговременной экспедиции МКС, Майкл провёл в космосе более 215 суток, и превзошёл предыдущий рекорд, который принадлежал членам 4-й долговременной экспедиции Дэниелу Буршу и Карлу Уолзу, и был равен 196 суток. Также Лопес-Алегриа является рекордсменом среди американских астронавтов по внекорабельной деятельности (EVA) (по количеству выходов и общей продолжительности).

## Биография
Майкл Эладио Лопес-Алегриа родился 30 мая 1958 года в Мадриде. Затем его семья переехала в Соединённые Штаты Америки. Среднюю школу он окончил в 1976 году, в городе Мишн-Вьехо (округ Ориндж, Калифорния).
В 1980 году Лопес-Алегриа получил степень бакалавра по специальности «системотехник» в Военно-морской Академии США. Кроме того, он является выпускником Школы государственного управления имени Кеннеди при Гарвардском университете для руководителей высшего звена в области национальной и международной безопасности. Говорит на английском, испанском, французском и русском языках.
С сентября 1981 года Майкл Лопес-Алегриа служил в авиации ВМС США. C 1981 по 1983 годы — лётчик-инструктор на базе в Пенсаколе (Флорида). С марта 1983 года служил в эскадрилье морской электронной разведки в Роте (Испания), участвовал в разведывательных операциях в Средиземном и Балтийском морях, в Северной Атлантике и Центральной Америке.
В 1988 году Лопес-Алегриа получил степень магистра по аэрокосмическому машиностроению, и до 1992 года служил лётчиком-испытателем-инженером в Военно-морском авиационном испытательном центре.

### Работа в НАСА
Майкл Лопес-Алегрия был одним из 106 кандидатов в астронавты, финалистов 13-го набора НАСА 1990 года, вызванных на медицинское обследование в Космическом центре им. Джонсона (англ. Johnson Space Center) в Хьюстоне. Обследование Лопес-Алегриа проходил в составе первой группы с 18 сентября 1989 года, но отобран не был.
31 марта 1992 года Майкл был отобран в качестве кандидата в астронавты 14-го набора НАСА. Прошёл годичный курс ОКП. По окончании получил квалификацию специалиста полёта и назначение в Отдел астронавтов НАСА.
После своего первого полёта Лопес-Алегрия некоторое время занимал пост представителя НАСА (седьмого по счету за всё время сотрудничества) в Центре подготовки космонавтов (ЦПК) им. Ю. А. Гагарина.
С 2000 года возглавлял только что созданное Отделение работ экипажей МКС (англ. ISS Crew Operations) Отдела астронавтов.
В октябре 2001 года участвовал в первой миссии НАСА по операциям в экстремальной окружающей среде (NEEMO).
В феврале 2008 года Лопес-Алегриа был переведён в категорию астронавтов-менеджеров и назначен помощником начальника управления лётных экипажей МКС (англ. Flight Crew Operations) в Космическом центре им. Джонсона. Курировал работы отделения внекорабельной деятельности (сокр. ВКД, англ. EVA Branch) и отделения работ на МКС (англ. ISS Operations Branch) в офисе астронавтов НАСА.
В июне 2008 года Майкл Эладио Лопес-Алегриа был вновь переведён в категорию активных астронавтов.
12 марта 2012 года Майкл покинул отряд астронавтов НАСА.

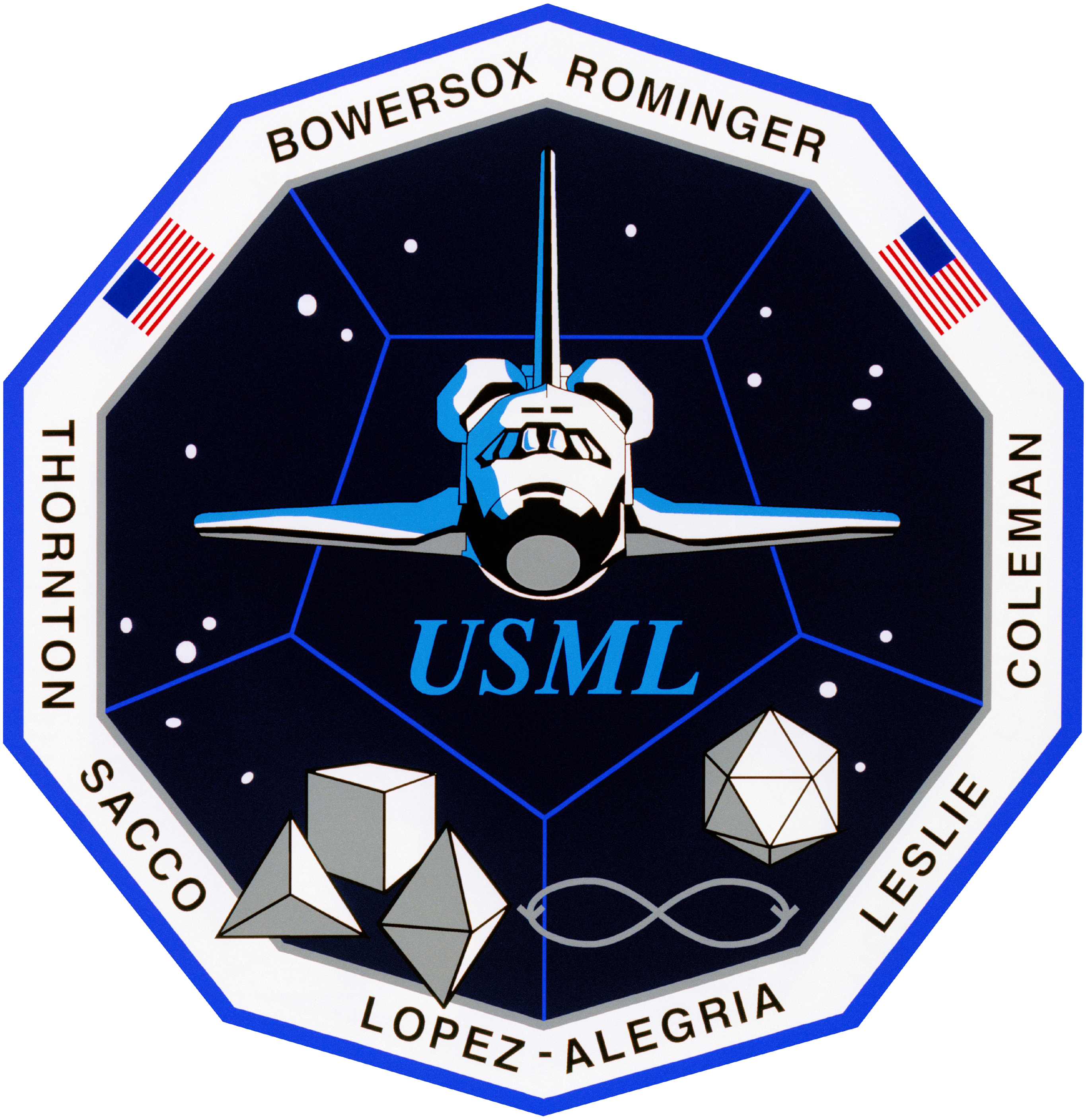
Колумбия STS-73

## Первый полёт
Свой первый полёт Лопес-Алегриа совершил как специалист миссии на шаттле Колумбия STS-73. Продолжительность полёта, в период с 20 октября по 5 ноября 1995 года, составила 15 суток 21 час 53 минуты 16 секунд.

Дискавери STS-92

## Второй полёт
9 июня 1997 года Лопес-Алегриа был назначен в экипаж STS-92. И в октябре (с 11 по 24) 2000 года Майкл совершил второй космический полёт: в качестве специалиста полёта шаттла Дискавери STS-92.
Во время полёта Лопес-Алегриа выполнил два выхода в открытый космос:
- 16 октября — продолжительностью 7 часов 7 минут;
- 18 октября — продолжительностью 6 часов 56 минут.

Общая продолжительность полёта для Майкла Лопеса-Алегриа составила 12 суток 21 час 43 минуты 47 секунд.

Индевор STS-113

## Третий полёт
С 24 ноября по 7 декабря 2002 года Майкл Лопес-Алегриа совершил свой третий космический полёт: в качестве специалиста полёта шаттла Индевор STS-113.
За время полёта Лопес-Алегрия трижды выходил космос для работ на станции:
- 26 ноября — 6 часов 45 минут;
- 28 ноября — 6 часов 10 минут;
- 30 ноября — 7 часов 00 минут.

Общая продолжительность полёта составила 13 суток 18 часов 48 минут 41 секунду.

## Четвёртый полёт

МКС-14

В январе 2004 года Лопес-Алегриа был назначен командиром дублирующего экипажа 14-й экспедиции на МКС (МКС-14). Но 20 сентября 2005 года был переведён в основной экипаж МКС-14, в котором заменил переведенного в МКС-13 Джеффри Уилльямса. На заседании международной комиссии (с 30 ноября по 2 декабря 2005 года) Лопес-Алегриа был утверждён в качестве командира основного экипажа 14-й экспедиции на МКС, старт которой был запланирован на транспортном корабле «Союз ТМА-9» 13 сентября 2006 года. В начале мая 2006 года НАСА официально объявило состав экспедиции, уже в составе трех человек: командир экипажа Майкл Лопес-Алегриа, бортинженеры Михаил Тюрин (Роскосмос) и Сунита Уильямс (НАСА).
Старт был произведён 18 сентября 2006 года. Лопес-Алегриа осуществил четвёртый космический полёт в качестве бортинженера корабля «Союз ТМА-9» и командира МКС по программе 14-й основной экспедиции.

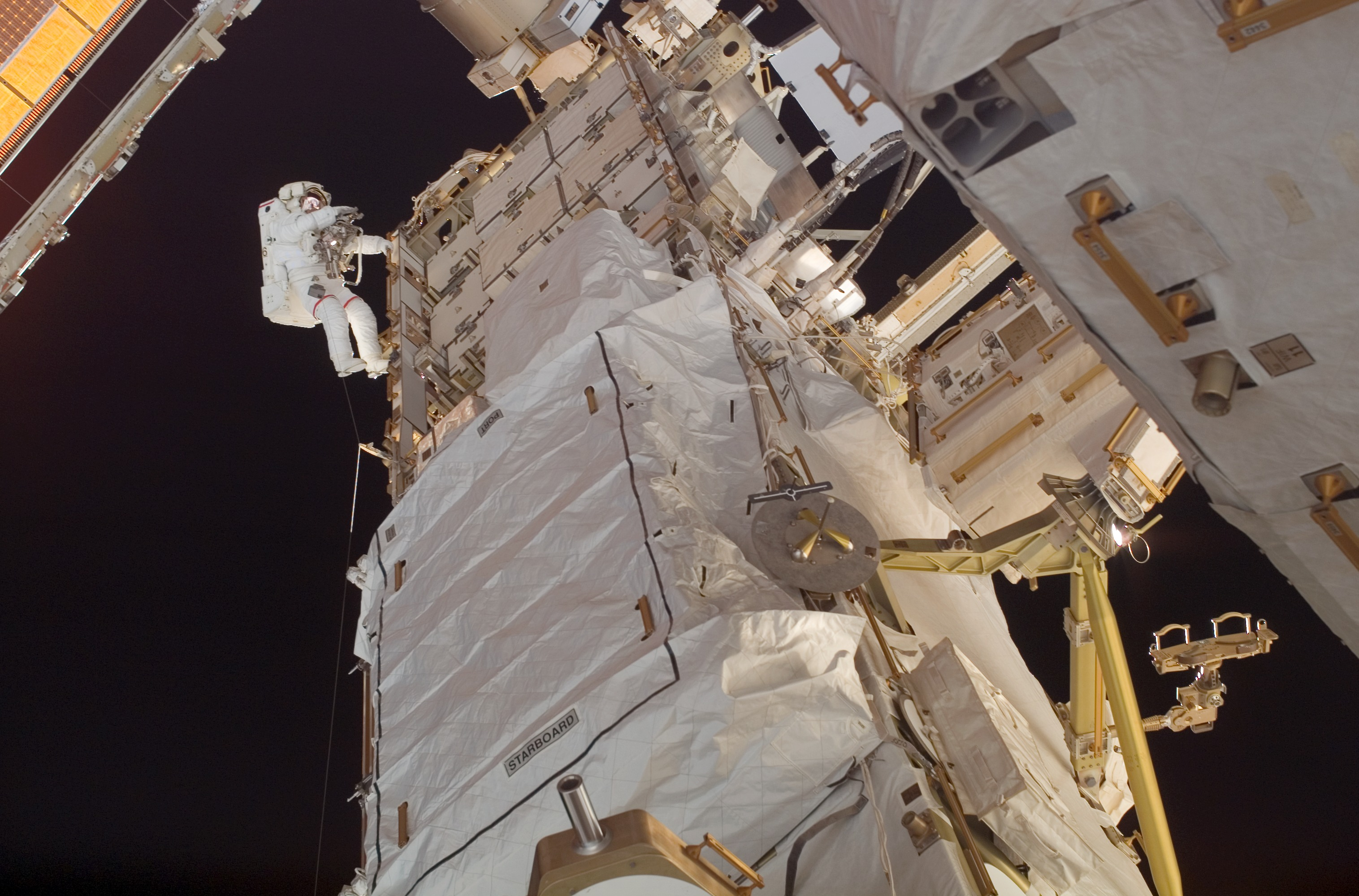
Майкл Лопес-Алегрия во время выхода в космос 4 февраля 2007 года.

За время полёта Лопес-Алегриа совершил пять выходов в открытый космос:
- 23 ноября 2006 года — продолжительностью 5 часов 38 минут (монтаж аппаратуры бортового телескопа нейтронов на служебном модуле «Звезда», демонтировал антенну межбортовой радиолинии WAL2 и установил её на поручень агрегатного отсека модуля «Звезда»);
- 31 января 2007 года — продолжительностью 7 часов 55 минут (были переложены шланги системы охлаждения панелей солнечных батарей, чтобы подготовить станцию к дальнейшему строительству);
- 4 февраля 2007 года — продолжительностью 7 часов 11 минут (продолжение работ начатых во время предыдущего выхода, подготовка и фиксация кормового радиатора, сброс термозащитного кожуха и монтаж силового кабеля);
- 8 февраля 2007 года — продолжительностью 6 часов 40 минут (были сняты теплозащитные кожухи с контроллеров вращения солнечных батарей на ферме P3 левого борта станции);
- 22 февраля 2007 года — продолжительностью 6 часов 18 минут (демонтаж одного из контейнеров с образцами конструкционных материалов, перевод антенны грузового корабля «Прогресс М-58» в закрытое положение, установка двух рабочих площадок «Якорь»).

21 апреля 2007 года вернулся на Землю в спускаемом модуле корабля «Союз ТМА-9». Общая продолжительность полёта составила 215 суток 08 часов 22 минуты 50 секунд.

## Пятый полёт
8-25 апреля 2022 года Лопес-Алегриа исполнял обязанности командира в первом в истории полностью коммерческом полёте к МКС на корабле Crew Dragon Endeavour, в составе миссии SpaceX AX-1, организованной компанией Axiom Space. Из-за ветреной погоды, мешавшей приводнению спускаемой капсулы, возврат на Землю неоднократно переносился, и в итоге экипаж миссии был вынужден провести на станции на 4 дня дольше запланированного.

## Шестой полёт
12 сентября 2023 года NASA и компании Axiom Space объявили, что они завершили формирование экипажа коммерческой миссии SpaceX AX-3, в состав которого был включен Лопес-Алегриа.
18 января 2024 года Майкл Лопес-Алегрия стартовал к Международной космической станции на борту корабля Crew Dragon (Freedom) в качестве командира миссии SpaceX AX-3. На борту космической станции экипаж миссии, состоящий из четырех астронавтов, провел более 30 различных научно-технических экспериментов, разработанных странами и организациями, которые представляли участники полета. Экспедиция завершилась 9 февраля 2024 года. 
Статистика полетов
| #               | Корабль, Миссия                      | Старт, UTC           | Корабль посадки         | Посадка, UTC         | Налёт                | ВКД: время (количество) |
| --------------- | ------------------------------------ | -------------------- | ----------------------- | -------------------- | -------------------- | ----------------------- |
| 1               | Columbia(18), STS-73                 | 20.10.1995, 13:53:00 | Columbia(18)            | 05.11.1995, 11:45:21 | 15дн. 21час. 52мин.  | — (0)                   |
| 2               | Discovery(28), STS-92                | 11.10.2000, 23:17:00 | Discovery(28)           | 24.10.2000, 20:59:42 | 12дн. 21час. 43мин.  | 14час. 3мин. (2)        |
| 3               | Endeavour(19), STS-113               | 24.11.2002, 00:49:47 | Endeavour(19)           | 07.12.2002, 19:37:12 | 13дн. 18час. 47мин.  | 19час. 55 мин. (3)      |
| 4               | Союз ТМА-9, МКС-14                   | 18.09.2006, 04:08:42 | Союз ТМА-9              | 21.04.2007, 12:31:04 | 215дн. 8час. 22мин.  | 33час. 42 мин. (5)      |
| 5               | Crew Dragon Endeavor(3), SpaceX AX-1 | 08.04.2022, 15:17:12 | Crew Dragon Endeavor(3) | 25.04.2022, 17:06:23 | 17дн. 1час. 49мин.   | — (0)                   |
| 6               | Crew Dragon Freedom(3), SpaceX AX-3  | 18.01.2024, 21:49:11 | Crew Dragon Freedom(3)  | 09.02.2024, 13:30:00 | 21дн. 15час. 41мин.  | — (0)                   |
| Суммарный налёт | Суммарный налёт                      | Суммарный налёт      | Суммарный налёт         | Суммарный налёт      | 296дн. 16час. 15мин. | 67час. 40мин. (10)      |

### Комментарии
1. ↑  ВКД — Внекорабельная деятельность или выход в открытый космос

## После НАСА
Лопес-Алегриа ушёл из НАСА 12 марта 2012 года.
Он занимал пост президента Федерации коммерческих космических полётов до конца 2014 года.

## Награды
- Медаль «За заслуги в освоении космоса» (12 апреля 2011 года) — за большой вклад в развитие международного сотрудничества в области пилотируемой космонавтики[22]

## Звания
28 сентября 2010 года — почётный доктор Политехнического университета Валенсии.

## Личные данные
Увлечения: спорт, путешествия, кулинария. Радиолюбитель с позывным KE5GTK.